# Chumbawamba
I Chumbawamba sono stati un collettivo musicale rock anarchico britannico nato nel 1982 e scioltosi nel 2012.
In origine esordirono come gruppo anarcho punk, per poi spaziare, nei 30 anni di carriera, in diversi generi dall'alternative al pop rock, passando per la dance, la world music e il folk rock-punk rock.
La musica dei Chumbawamba è accompagnata da testi politicamente impegnati, in particolare rivolti verso le politiche dell'allora primo ministro britannico Margaret Thatcher. Il loro primo vero successo commerciale fu l'album Tubthumper (1997), che conteneva il singolo Tubthumping. Il successivo WYSIWYG (2000) fu accolto più tiepidamente.
L'8 luglio 2012 i Chumbawamba hanno annunciato il loro scioglimento con un comunicato sul sito ufficiale.

## Origine del nome
Nel corso degli anni, ai componenti del gruppo è stato chiesto molte volte che cosa significasse realmente "Chumbawamba". Essi generalmente rispondono che è una parola senza senso, senza significato.
In un'autobiografia, Boff afferma che il nome deriva dal canto dei musicisti di strada africani, che lui e Danbert sentirono suonare per strada mentre erano a Parigi. Tuttavia, in una nota, afferma che questa è una menzogna, così come ogni altra spiegazione che la band ha dato nel corso degli anni.
In un video, si afferma che il nome "Chumbawamba" deriva dal sogno di uno dei membri, in cui gli uomini venivano chiamati "chumbas" e le donne "wambas".

## Formazione
La band ha variato più volte formazione. I membri più presenti sono:
- Alice Nutter - voce e percussioni
- Lou Watts - voce e tastiere
- Danbert Nobacon - voce e tastiere
- Boff Whalley - voce e chitarra
- Harry Hamer - batteria
- Dunst Bruce - voce
- Mave Dillon (fino al 1995)
- Neil Ferguson - basso (Orig. Musical engineer)
- Jude Abbot (1996-) - voce e tromba

## Discografia

### Album in studio
- 1984 - Another Year of the Same Old Shit [cassetta]
- 1984 - In the Cellar [cassetta]
- 1986 - Pictures of Starving Children Sell Records
- 1987 - Never Mind the Ballots
- 1988 - English Rebel Songs 1381-1914
- 1990 - Slap!
- 1992 - 13 brani inediti benefit per la liberazione animale [cassetta]
- 1992 - Shhh
- 1994 - Anarchy
- 1995 - Swingin' with Raymond
- 1997 - For a Free Humanity: For Anarchy [con Noam Chomsky]
- 1997 - Tubthumper
- 2000 - WYSIWYG
- 2002 - Readymades
- 2003 - Revengers Tragedy [colonna sonora]
- 2003 - English Rebel Songs 1381-1984
- 2004 - Un
- 2005 - A Singsong and a Scrap
- 2008 - The Boy Bands Have Won
- 2010 - ABCDEFG
- 2012 - Big Society!

### Raccolte
- 1992 - First 2
- 1998 - Uneasy Listening
- 2003 - Shhhlap!

### Live
- 1994 - Showbusiness!
- 2006 - Get On With It!

### EP
- 1996 - Portraits of Anarchists

### Colonne sonore
- 2003 - Revengers Tragedy

### Singoli
- 1985 - Revolution
- 1986 - We Are The World?
- 1986 - Rich Pop Stars Make Good Socialists
- 1987 - Let It Be
- 1988 - Smash Clause 28! Fight the Alton Bill!
- 1990 - I Never Gave Up
- 1992 - (Someone's Always Telling You How To) Behave
- 1993 - Enough is Enough (feat. MC Fusion)
- 1993 - Timebomb
- 1994 - Criminal Injustice
- 1994 - Homophobia
- 1995 - Ugh! Your Ugly Houses!
- 1996 - Just Look at Me Now
- 1997 - Tubthumping
- 1998 - Amnesia
- 1998 - Top of the World (Ole, Ole, Ole)
- 1999 - Tony
- 2000 - She's Got All The Friends That Money Can Buy
- 2002 - Her Majesty
- 2003 - Jacob's Ladder (Not In My Name)

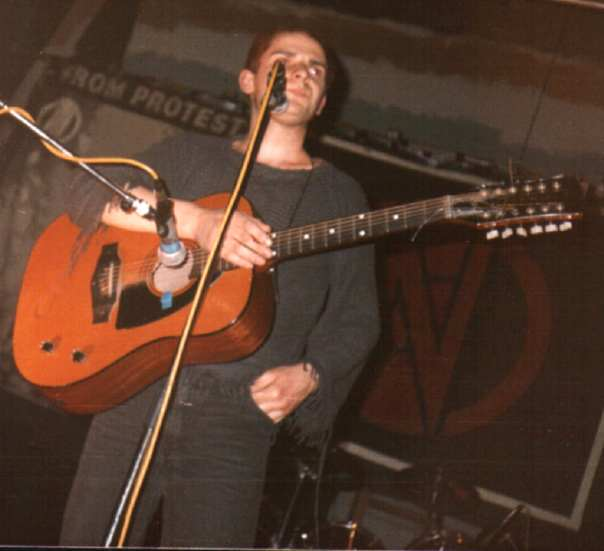
Danbert Nobacon (1986).

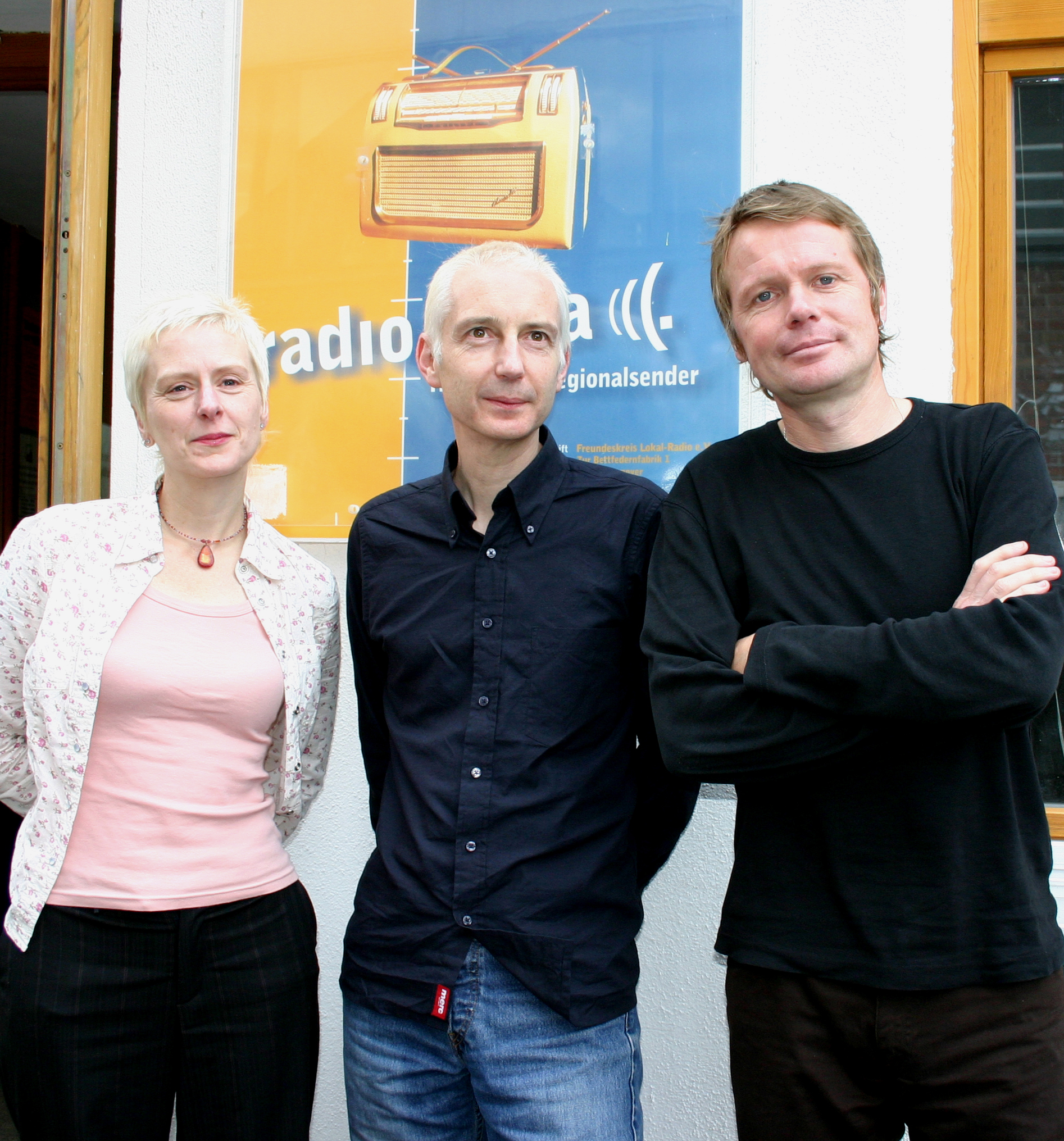
Chumbawamba (2005)

- 2003 - Tubthumping (Remix)
- 2003 - Home With Me
- 2003 - Salt Fare North Sea
- 2007 - Add Me